# Përmet
Përmet (albanisch auch Përmeti; griechisch Πρεμετή Premetí̱; türkisch Premedi) ist eine Kleinstadt in Südalbanien. Die Stadt hat nicht ganz 5000 Einwohner (2023). Sie ist das lokale Zentrum im südlichen Vjosatal und war früher Sitz des gleichnamigen Kreises.

## Geographie

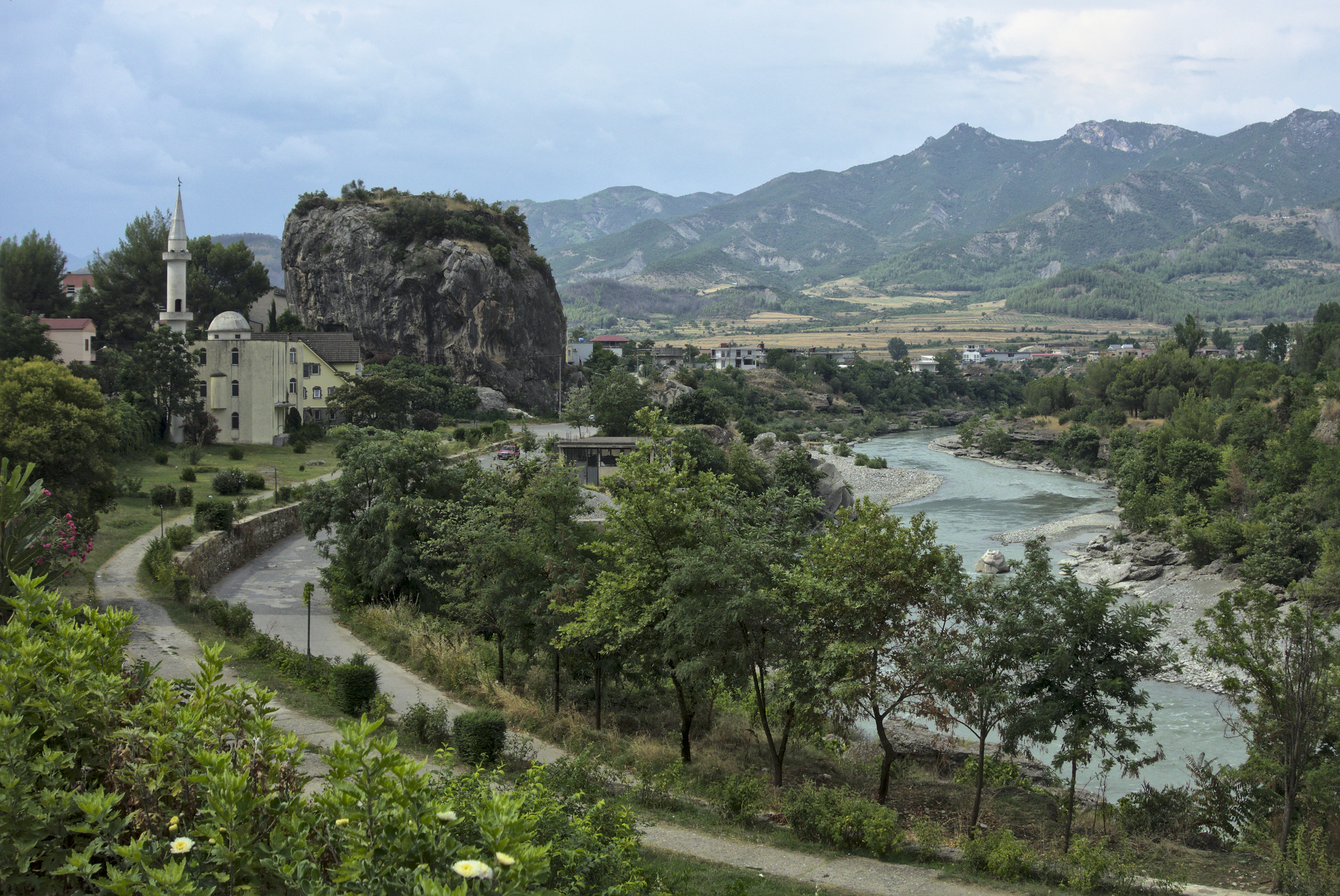
Felsformation Gur i Qytetit mit Moschee

Përmet liegt an der Vjosa. Hinter der Stadt erhebt sich der Mali i Dhëmbelit (2050 m ü. A.), Teil des Trebeshina-Dhëmbel-Nemërçka-Gebirgszuges. Von der Straße am östlichen Ufer der Vjosa ist das Stadtzentrum nur über eine einzige Brücke zu erreichen. Der Hauptplatz liegt gleich jenseits der Brücke.
Direkt am Flussufer, etwas unterhalb der Brücke, erhebt sich ein rund 30 Meter hoher, freistehender, würfelförmiger Felsen. Auf dem Gur i Qytetit (Stadt-Stein) finden sich noch einige Reste von Mauern, einem Turm und Zisternen aus dem Mittelalter.

## Gemeinde
Seit der Eingemeindung von 2015 gehören die Kommunen im Süden des ehemaligen Kreises zur Gemeinde (bashkia) Përmet. Das Gemeindegebiet umfasst seither viel Bergland sowie den ganzen südlichsten Abschnitt des Vjosatals. Die fusionierte Gemeinde zählt 7980 Einwohner (Volkszählung 2023). Im Jahr 2011 waren es noch 10.614 Einwohner gewesen. Die Region hat somit in zwölf Jahren ein Viertel der Bevölkerung verloren.
Die ehemaligen Gemeinden bilden heute Njësitë administrative (Verwaltungseinheiten) der Bashkia Përmet.
| Gemeinde       | Gemeindeart | Einwohner 2023 | Einwohner 2011 |
| -------------- | ----------- | -------------- | -------------- |
| Çarçova        | Komuna      | 565            | 918            |
| Frashër        | Komuna      | 144            | 387            |
| Përmet         | Bashkia     | 4.809          | 5.945          |
| Petran         | Komuna      | 1.190          | 1.622          |
| Qendër Piskova | Komuna      | 1.272          | 1.742          |

## Geschichte
Grabungen im Jahr 2021 brachten frühmittelalterliche Gräber zu Tage, die Grabbeilagen aus dem vermutlich 8. bis 11. Jahrhundert beinhalteten. Der Felsen Gur i Qytetit wurde wohl schon in der Spätantike genutzt und diente auch im Mittelalter, um die Handelsroute durchs Tal zu kontrollieren.
Die ältesten Erwähnungen des Orts stammen aus dem 15. Jahrhundert. Von der Altstadt Përmetis ist nur noch wenig erhalten. Die orthodoxe Nikolaus-Kirche (Shën Nikolle) überstand alle Brände und kommunistischen Atheismus-Kampagnen. Weitere bedeutende Kirchen sind in den Nachbardörfern Leusa und Kosina zu finden. Die Osmanen legten eine Festung oberhalb der Stadt an, von der aber keine Reste erhalten sind.
Eine Statue im Stadtzentrum erinnert an Sami Frashëri und die Rilindja-Bewegung, die in den südalbanischen Bergen eines ihrer Zentren hatte und insbesondere von den Bektaschi getragen wurde.

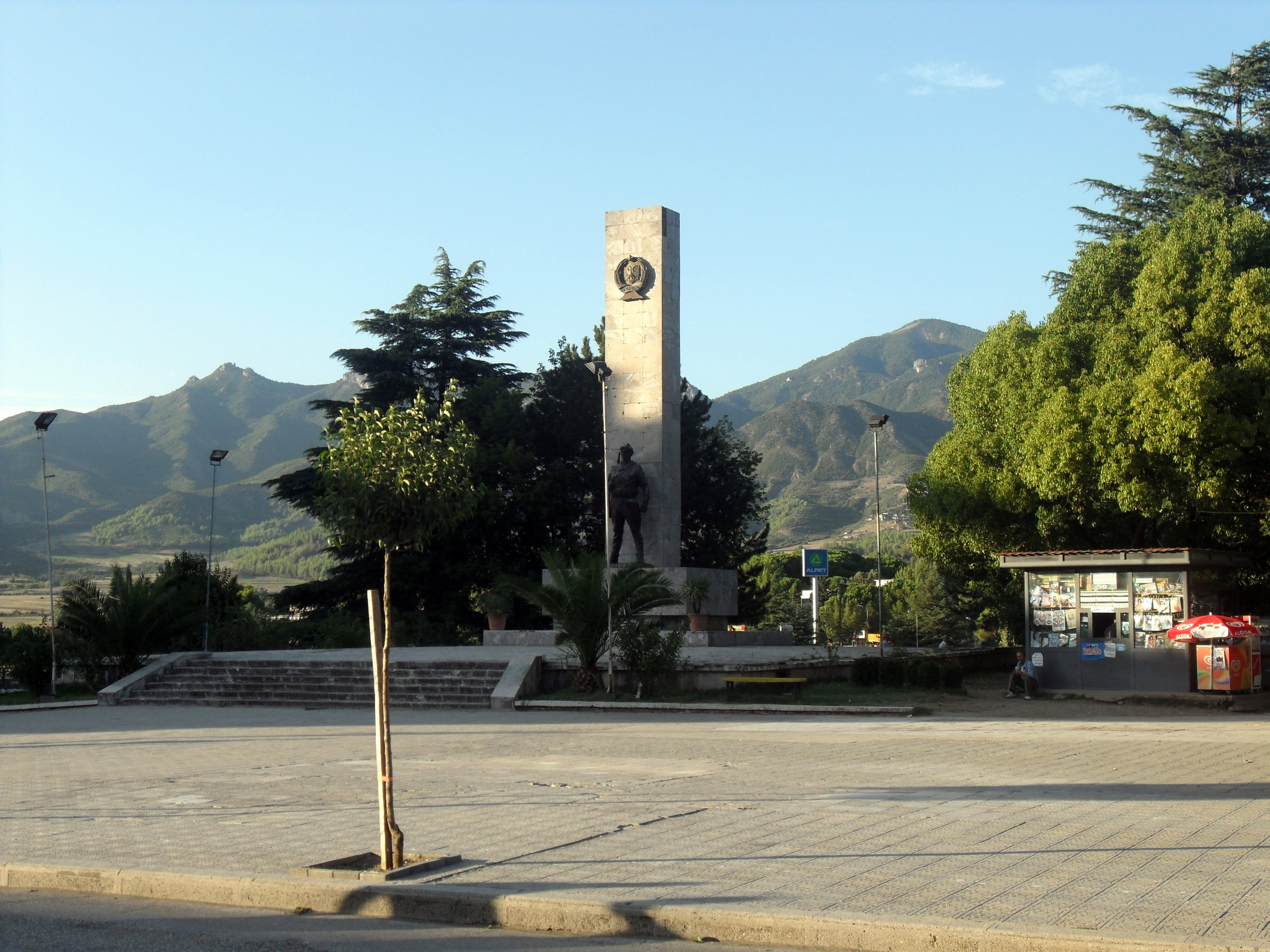
Partisanendenkmal (alb. Lapidar) im Zentrum

Nach dem gescheiterten Angriff der Italiener auf Griechenland im Oktober 1940 wurde Përmet im Dezember von griechischen Truppen eingenommen und erst als Reaktion auf die deutsche Balkanoffensive (April 1941) wieder geräumt. Im weiteren Verlauf des Zweiten Weltkriegs war die Region um Përmet ein Zentrum des antifaschistischen Widerstands. Italienische Armee und Wehrmacht haben die Stadt mehrfach niedergebrannt. Ab dem Sommer 1943 gelang es den kommunistischen Partisanen, in den südalbanischen Bergen die Oberhand zu gewinnen. Sie zählten zu den ersten Gebieten des Landes ohne fremde Besatzung.
Vom 24. bis zum 28. Mai 1944 fand in Përmet der 1. antifaschistische Kongress der nationalen Befreiung statt. Dieser Kongress von Përmet, zusammengesetzt aus 186 Delegierten aus dem ganzen Land, wählte den aus 118 Personen bestehenden Antifaschistischen Rat der nationalen Befreiung (Këshilli antifashist nacional-çlirimtar), ein Übergangsparlament. Es wählte das 13-köpfige Antifaschistische nationale Befreiungskomitee unter der Leitung von Enver Hoxha, dem die Befugnisse einer Übergangsregierung zukamen und das im Oktober in Berat in demokratische Regierung Albaniens umbenannt wurde. Da die Kommunisten im Antifaschistischen nationalen Befreiungskomitee die Macht übernehmen konnten, fand Përmet in der kommunistischen Geschichtsschreibung große Beachtung.

## Wirtschaft
Përmet und die Region sind stark von der Landwirtschaft geprägt. Përmet – auch die Stadt der Rosen genannt – ist berühmt für seine Weinkellereien. Der tragische Tod sieben junger Männer während des Lotterieaufstands ist Zeuge der wirtschaftlichen Depression nach dem Zusammenbruch des Kommunismus. Allmählich fängt sich die Region. Heute gibt es in Përmet neben einem Krankenhaus und einem Gymnasium zwei private, lokale Fernsehsender.
In der Landwirtschaft gibt es Betriebe in den Bereichen Geflügelproduktion, Imkerei, Käseherstellung und Produktion von Einlegegemüse sowie Brotaufstrichen. Auch eine Stickerei ist in Përmet ansässig.

## Persönlichkeiten
- Bilbil Vlora (1883–1948), Sänger und Volksmusiker
- Odhise Paskali (1903–1985), Bildhauer
- Qemal Ponoçi (1920–1979), Sänger und Volksmusiker
- Mentor Xhemali (1924–1992), Sänger
- Simon Stefani (1929–2000), Politiker
- Laver Bariu (1929–2014), Volksmusiker
- Jorgo Çulli (1942–1990), Sänger
- Vaskë Curri (* 1951), Sänger